# Weber's World
Weber's World è un pianeta immaginario nel XXX secolo dell'Universo DC.
È un satellite con le dimensioni di un pianeta, costruito per lo scopo di ospitare il governo e la burocrazia dei Pianeti Uniti.
Fu attaccato numerose volte: dai Khund durante la Earthwar; dalle orde Daxamite durante la Great Darkness Saga; e fu brevemente governata da Emerald Empress.
Non si vide più nei fumetti fin dall'inizio della terza versione della Legione dei Super-Eroi.